# كورتني ألكسندر
كورتني ألكسندر (بالإنجليزية: Courtney Alexander)‏ مواليد 27 أبريل 1977 في بريدجبورت، هو لاعب كرة سلة أمريكي سابق بدأ مسيرته الاحترافية في سنة 2000. يبلغ طوله 6 قدم 5 بوصة (2.0 م). اعتزل اللعب في 2006.

## فرق لعب لها
- دالاس مافيريكس
- واشنطن ويزاردز
- نيو أورلينز بيليكانز

## روابط خارجية
- كورتني ألكسندر على موقع إن بي أي (الإنجليزية)
- كورتني ألكسندر على موقع سبورتس رفرنس (الإنجليزية)
- كورتني ألكسندر على موقع كرة السلة الأوروبية.كوم (الإنجليزية)
- كورتني ألكسندر على موقع كلية كرة السلة في سبورتس رفرنس.كوم (الإنجليزية)
- كورتني ألكسندر على موقع ريلجم (الإنجليزية)
- كورتني ألكسندر على موقع بروبوليرز (الإنجليزية)